# Sarah Carter
Pour les articles homonymes, voir Carter.
Sarah Sanguin Carter est une actrice canadienne née le 30 octobre 1980 à Toronto en Ontario (Canada). 
Elle est connue pour ses rôles d'Alicia Baker dans trois épisodes de Smallville, celui du jeune procureur Madeleine Poe dans Shark, celui de Haylen Bacall dans la saison 6 des Experts : Manhattan, et celui de Maggie dans Falling Skies.

## Vie privée
Elle a eu une relation[Quand ?] avec l'acteur américain Drew Fuller (Chris dans Charmed) qui n'a duré qu'un an.[réf. nécessaire] Depuis le 5 juillet 2015 Sarah est mariée à Kevin Barth. Ensemble, ils ont eu une petite fille prénommée Alice, née le 31 août 2017.

## Filmographie partielle

### Cinéma
- 2001 : Wishmaster 3 : Au-delà des portes de l’enfer (Wishmaster 3: Beyond the Gates of Hell) (V) : Melissa Bel
- 2002 : Chien de flic 3 (K-9: P.I.) (V) : Babe
- 2003 : Destination finale 2 (Final Destination 2) : Shaina McKlank
- 2005 : Haven : Chanel
- 2006 : DOA: Dead or Alive : Helena Douglas
- 2006 : Pledge This! : Kristen Haas
- 2007 : Skinwalkers de James Isaac : Katherine
- 2007 : Killing Zelda Sparks : Zelda Sparks
- 2008 : Freakdog : Kim
- 2012 : Je te promets : Diane
- 2015 : The Guru & the Gypsy : Maggie Turner
- 2016 : Nosferatu : Ellen

### Télévision
- 2000 : Cold Squad, brigade spéciale (Cold Squad) : Libby Morgan (#1 épisode, 2000)
- 2001 : FBI : Enquête interdite (Mindstorm) : Rayanna Armitage
- 2003 : Consentements volés (A Date with Darkness: The Trial and Capture of Andrew Luster) : Sarah
- 2003 : Black Sash : Allie Bennett
- 2003 : The Twilight Zone (épisode 43 "Et la lumière fut") : Amber
- 2004 : Smallville : Alicia Baker (#3 épisodes, 2004-2005)
- 2005 : Boston Justice (Boston Legal) : Tracey Green (#1 épisode, 2005)
- 2005 : Entourage : Cassie (Episode 7, Saison 2)
- 2005 : Numb3rs :  Nadine Hodges (#3 épisodes, 2005)
- 2006 : Shark : Madeleine Poe (#38 épisodes, 2006-2008)
- 2008 : Ma vie très privée (Confessions of a Go-Go Girl) : Angela Lucas
- 2008 : Dirty Sexy Money : Wrenn (#2 épisodes, 2008)
- 2009 : Les Experts : Manhattan : Haylen Bacall (saison 6)
- 2010 : FBI : Duo très spécial : Pierce Spelman
- 2011-2015 : Falling Skies : Maggy
- 2011 : Mystère à Salem Falls (Salem Falls) : Addie Peabody
- 2015 : Trahie par le passé - Sarah Winters
- 2015 : Hawaii 5-0 : Lynn Downey (4 épisodes)
- 2015 : Un cow-boy pour Noël de John Bradshaw
- 2018 : New York, unité spéciale (saison 20, épisode 5) : Lilah Finch
- 2019 : Flash : Grace adulte (saison 5)